# Брэдли, Дэвид (актёр, США)
Дэвид Брэдли (англ. David Bradley, при рождении Брэд Симпсон (англ. Brad Simpson); род. 2 октября 1953 года, Плейно, Техас, США) — американский актёр и мастер боевых искусств. Наиболее известен по главной роли в сиквелах фильма «Американский ниндзя».

## Карьера
На экране впервые появился в 1989 году когда он снялся в фильме «Американский ниндзя 3: Кровавая охота», в котором он заменил игравшего поначалу Майкла Дудикоффа.
В 1990 году снялся в четвёртой части «Американского ниндзя» вместе с Майклом Дудикоффым. В 1992 году получил главную роль в фильме «Американский самурай» и стал очень популярным. В 1993 году снялся в фильме «Киборг-полицейский», фильм тоже был успешен. В 1995 году получил главную роль в фильме «Жестокая справедливость» и после выхода на экраны фильма он стал настоящим героем боевиков.
В 1996 году вышел фильм «Белый груз», который принес Дэвиду ещё больше славы. В 1997 году снялся в двух супербоевиках «Кризис» Джалала Мерхи и «Абсолютная реальность» Филиппа Рота, а конце 1997 снялся в фильме Джалала Мерхи «Жди смерти», который провалился в прокате и вышел только в 2001 году. В 1997 году после фильма «Жди смерти», ушёл с киноэкранов.
В 1998 году у него была травма спины (4 позвонок) и он продал свой дом в Калифорнии и отправился в Техас, где открыл школу самозащиты для женщин.

## Боевые искусства
До 1989 года был победителем ежегодных турниров по каратэ разных стилей, потом стал сниматься в кино и в турнирах больше не участвовал.
Чемпион по боевым искусствам:
- Эксперт по Иайдо
- Обладатель чёрного пояса по Джиу-джицу
- Обладатель чёрного пояса по Таэквон-до, а также экс-чемпион мира в полутяжелом весе
- Эксперт по рукопашному бою и самообороне

Экс-чемпион по каратэ:
- Трёхкратный чемпион мира по каратэ среди профессионалов (ушёл непобежденным)
- Многократный чемпион США по каратэ в среднем весе
- Обладатель чёрного пояса 3 дана по Кенпо-каратэ (ученик Эда Паркера)
- Обладатель чёрного пояса 6 дана по каратэ Шотокан (ученик Джо Льюиса).

Прочие единоборства:
- Занимался также боями без правил, кикбоксингом, айкидо, тай цзи, борьбой, кунг-фу.

Кроме боевых искусств занимался танцами, также неплохо играет на гитаре.

## Фильмография
| Год  |    | Русское название                      | Оригинальное название              | Роль                     |
| ---- | -- | ------------------------------------- | ---------------------------------- | ------------------------ |
| 1989 | ф  | Американский ниндзя 3: Кровавая охота | American Ninja 3: Blood Hunt       | Шон Дэвидсон             |
| 1989 | с  | Она написала убийство                 | Murder, She Wrote                  | Адам Перри               |
| 1989 | с  | Тёртый калач                          | Hardball                           | Тедди                    |
| 1990 | ф  | Американский ниндзя 4: Разрушение     | American Ninja 4: The Annihilation | Шон Дэвидсон             |
| 1991 | в  | Нижний этаж                           | Lower Level                        | Сэм                      |
| 1992 | ф  | Американский самурай                  | American Samurai                   | Эндрю «Дрю» Коллинз      |
| 1993 | ф  | Американский ниндзя 5                 | American Ninja V                   | Джо                      |
| 1993 | ф  | Киборг-полицейский                    | Cyborg Cop                         | Джек Райан               |
| 1994 | ф  | Кровавые воины                        | Blood Warriors                     | Уэс Хили                 |
| 1994 | ф  | Киборг-полицейский 2                  | Cyborg Cop 2                       | Джек Райан               |
| 1994 | тф | Кровавый побег                        | Blood Run                          | Брэд Кингсбери           |
| 1995 | в  | Жестокая справедливость               | Hard Justice                       | Ник Адамс                |
| 1996 | в  | Налёт                                 | Exit                               | Чарльз                   |
| 1996 | ф  | Белый груз                            | White Cargo                        | Джо Харгети              |
| 1997 | ф  | Жди смерти                            | Expect to Die                      | доктор Винсент Макинтайр |
| 1997 | ф  | Абсолютная реальность                 | Total Reality                      | Энтони Рэнд              |
| 1997 | ф  | Кризис                                | Crisis                             | Алекс                    |